# Плодова вода
Плодна вода или амнионска течност је заштитни слој течност у плодовој овојници или амнионској кеси који окружује плод са свих страна за све време трудноће жене. Фетус и плацента производе „нестишљив” течност која помаже фетусу да равномерно расте, развија кости и мишиће и обавља ограничене покрете унутар материце. Фетус „удише и издише” плодову воду, која јој омогућава нормалан раст плућа у слепљеним дисајним путевима. Такође она спречава да водењак (мембрана - овојница) буде приљубљена уз фетус.

## Намена плодове воде
Главна улога ове течности је да обезбеди:
- неку врсту заштитног јастук (механички штити фетуса), који омогућава кретање све више растућег фетуса,
- средину за размену хранљивих материја, воде и биохемијских производа између мајке и фетуса, јер садржи хранљиве материје које фетус упија систематски гутањем малих количина течни, или (у раној трудноћи) апсорпцијом кроз кожу;
- одржава константан режим притиска који делује на плод,
- одржавање константне температуре плода - око 37 степени,
- заштиту фетуса и пупчане врпце од механичких утицаја споља - вода као окружење значајно апсорбује ударе и притисак који долази споља, и не дозвољава пупчаној врпци да се стегне,
- заштиту фетуса од инфекција, што се обезбјеђује заптивеношћу мембране, као и присуством антитела у саставу плодове течности,
- заштиту фетуса од дејства буке - искључује преношење звучних надражаја из спољашње средине.

## Настанак и ресорпција
Плодна вода се током трудноће, непрестано ствара и нестаје у динамичкој равнотежи, која обезбеђује њен сталан волумен. Сви путеви настанка и нестанка плодове воде нису још сасвим истражени. Познато је да плодова вода настаје из фетуса (фетална кожа, фетална плућа, фетални бубрези), пупчане врпце и амнионског епитела, те трансудацијом серума мајке.
До 20. недеље трудноће, највише плодове воде настаје трансудацијом кроз феталну кожу (која до тада није још у потпуности развијена), а након 20. недеље једну од водећих улога у производњи преузимају фетални бубрези. Део плодове воде се ресорбује феталним гутањем и дифузијом кроз плодове овојнице у мајку.

## Волумен и хемијски састав
Садржај и састав плодова вода мења се током трудноће, јер се она непрестано ресорбује преко унутрашње опне, што одржава физиолошку количину и концентрацију плодове воде, која одговара старости трудноће. Волумен плодове воде са 10 недеља трудноће износи око 0,030 литара. Највећа количина плодове воде је у четвртом месецу, износи 1,0—1,5 литар. Са напредовањем трудноће, након 38 недеље, волумен се лагано смањује тако да количина плодове воде у седмом месецу износи око 0,5 литара, а пред сам порођај 0,2 литра.
Хемијски састав плодове воде чине: 98% — 99% вода и 1% — 2% чврста материја. У плодној води се налазе протеини, липиди, креатинин, уреа, угљени хидрати и електролити (натрију, калијум..). До 36. недеље трудноће плодова вода је обично састављена већим делом од феталне мокраће. И док у спољашњем свету ћелије које наша кожа губи током целог дана, одлазе у спољашњу средину код фетуса, одлубљене ћелије његове коже постају саставни део садржају плодове воде, јер оне немају где да оду сем у ову „купку”.
Промет течности у амнионској кеси је прилично брз, јер се поновном реизградњом из мокраће и феталном реапсорпцијом при гутању, њен састав динамички мења из сата у сат. Како бубрези фетуса сазревају током трудноће, тако и плодова вода, како трудноћа одмиче, садржи све више фетусне мокраће.

## Поремећаји у дистрибуцији плодове воде
Ако има премало или превише плодове воде то може да буде симптом или знак болести мајке или фетуса. Поремећаји волумена плодове воде могу бит:
Полихидрамнион
Полихидроамнион је повећање волумена плодове воде. Превише плодове воде може да проузрокује увећање материце и да доведе до превременог порођаја. Вишак течности јавља се код мајке са шећерном болешћу, у трудноћи са близанцима и у неким другим стањима, нпр. код астезија једњака (сужење једњака које спречава успешно гутање) која спречава пролаз амнионске течности до желуца и црева где се врши њена апсорпцију.
Олигохидрамнион
Овим називом означавамо сва стања у којима је смањењена запремине плодове воде. Премало течности присутно је код урођених аномалија мокраћне бешике или недостатка бубрега, незрелости душника и осталих дисајних структура. Код овог стања постоји ризик од прераног пуцања водењака.
Анхидрамнион
Ово стање карактерише се потпуним одсуством стварања плодове воде.
Меконијум
Меконијум је тамнозелена, лепљива слуз, коју чини мешавина амнионске течности (75%), жучи и секрета из цревних жлезда, длаке, крв, и сквамозне ћелије (25%). Он се обично налазе у цревима плода од 14—16 недељи гестације. Он је уједно и прва столица коју има новорођенче.
Меконијалним бојењем плодове воде установљено је да се он може наћи у око 15% трудноћа. Ретко се јавља пре 38 недеље трудноће. Учесталост тог стања повећава са са продуженим трајањем трудноће и може бити присутна у до 30% беба у 42 недељи трудноће. За појаву меконијума у плодовој води могу бити одговорно одређени патолошки процеси у материци: хроничних хипоксија, ацидемија или инфекција који могу утицати на ослобађање меконијума.
Испуштање меконијума у материцу пре рођења може да буде знак феталног дистреса, изазваног „патњом” плода. Како је меконијум врло иритантан за плућа, ако се појави у већим количинама, он може да делује надражајно на плућа. Ако постоји могућност да дете у плућима можда има доста меконијума, уводи се ендотрахеална цев у душник и аспирира меконијум.

## Дијагноза поремећаја
Амниоцентеза је поступак којим се узима узорак плодове воде за анализу. Поремећаји количине појединих материја у плодној води указују на поједине болести или поремећаји (нпр. повишење нивоа алфа-фетопротеина упозорава на могућност дефекта неуралне цеви). Амниоцентеза је инвазивна дијагностичка метода,која се изводи између 16. и 18. недеље, а најкасније до краја 19-е недеље  гестације. Изводи се пунктирањем плодове воде, чиме се прибављају феталне ћелије. Ово се врши увођењем игле великог калибра кроз зид утеруса под ултразвуком како се не би повредио плод. Пунктирана плодова вода се центрифугира након чега се из ње изолују феталне ћелије које остају при дну епрувете. Оне се стављају на подлогу и узгајају in vitro након чега се у подлогу додаје колхицин који зауставља ћелије у метафази ћелијске деобе када су хромозоми највидљивији. Затим се врши израда кариограма.